# رودريغو أرانغو فيلاسكيز
رودريغو أرانغو فيلاسكيز هو كاهن كاثوليكي برازيلي، ولد في 4 مارس 1925، وتوفي في 27 ديسمبر 2008 في Tuluá ‏ في كولومبيا.